# Ernst Andersson i Värtan
Ernst Valfrid Andersson (i riksdagen kallad Andersson i Värtan), född 1 mars 1870 i Sala stadsförsamling, död 23 februari 1932 i Sankt Matteus församling, var en svensk förrådsmästare och politiker. Han var ledamot av riksdagens andra kammare 1918–1920 och tillhörde socialdemokraterna. I riksdagen skrev han sju egna motioner om lånefrågor inom kommunikationsverken.